# Ptaszynostróżka groźna
Ptaszynostróżka groźna (Avicularia minatrix) – gatunek małego pająka z rodziny ptasznikowatych (Theraphosidae), zamieszkującego wyższe partie lasów Wenezueli. Popularny w terrarystyce.

## Występowanie
Występuje w Wenezueli, zamieszkując wyższe partie lasów. Przebywa na gałęziach i na roślinach z rodzaju bromelia. Gatunek nadrzewny.

## Wygląd i rozmiary
Jeden z najmniejszych gatunków z rodzaju ptaszynostróżek (Avicularia). Ciało dorosłej samicy ma długość około 4 cm, a samca 3,5 cm. Pająk jest beżowoczerwony, natomiast odwłok (opistosoma) jest czarna z czerwonymi plamkami po bokach.

## Zachowanie i jad
Jest to bardzo płochliwy pająk. Nie przejawia agresji – woli uciec, niż ukąsić. Jego jad jest słaby.

## Hodowla
Najważniejsze w hodowaniu tego ptasznika jest to, żeby często go karmić (przynajmniej raz w tygodniu) oraz często zraszać terrarium. Ważna też jest dobra wentylacja pojemnika.

### Terrarium
Młode osobniki należy trzymać w pojemnikach dostosowanych do ich wielkości, jednak z racji, że jest to pająk nadrzewny, pojemnik musi być wyższy niż szerszy. Starsze osobniki wymagają terrarium o wymiarach minimum 10x10x20 cm (dł./szer./wys.). Warto umieścić sztuczne lub naturalne elementy wystroju, które nie pleśnieją, np. liście, korzenie. Zaleca się też wstawienie tuby korkowej, gdzie pająk może zrobić gniazdo. 

#### Warunki
Temperaturę należy utrzymywać na poziomie 25–29 °C z niewielkimi spadkami w nocy, wynoszące 2–3 °C (nie jest to konieczne). Wilgotność musi być utrzymywana na wysokim poziomie (75–80%), przez co pojemnik trzeba spryskiwać raz na kilka dni. Ptaszynostróżki (Avicularia) chętnie spijają kropelki na ściankach.

### Długość życia
Samica dożywa około 5, niekiedy 6–7 lat lub więcej, samiec umiera po około 4 miesiącach od ostatniej wylinki. Na długość życia samicy wpływa też jej rozmnażanie, im bardziej będzie eksploatowana, tym potencjalnie będzie krócej żyła.

### Żywienie
Preferuje szybką i ruchliwą karmówkę, jak np. karaczany tureckie i świerszcze. Można karmić starsze osobniki larwami mącznika młynarka bądź larwami drewnojada, jednak trzeba uważać, ponieważ zakopują się w podłożu i mogą stanowić zagrożenie dla pająka przechodzącego proces wylinki bądź przed nią.